# Kenka Bancho
Kenka Bancho (喧嘩番長?) è una serie di videogiochi picchiaduro. Il primo titolo omonimo è stato pubblicato da Spike nel 2005 per PlayStation 2, seguito nel 2007 da Kenka Banchou 2: Full Throttle (喧嘩番長2 フルスロットル?). Nel 2008 viene prodotto Kenka Bancho: Badass Rumble per PlayStation Portable, distribuito in America Settentrionale da Atlus.
In seguito a Kenka Bancho Portable (2009), sono stati pubblicati altri tre titoli per la console portatile Sony: Kenka Bancho 4: One Year War (喧嘩番長4 一年戦争?, Kenka Bancho 4: Ichinen Sensou) (2010), Kenka Banchou 5: Otoko no Housoku (喧嘩番長5 漢の法則?) (2011) e Kenka Bancho Bros.: Tokyo Battle Royale (喧嘩番長Bros. トーキョーバトルロイヤル?) (2012), quest'ultimo distribuito Spike Chunsoft. Kenka Banchou 6: Soul & Blood (喧嘩番長6〜ソウル&ブラッド〜?) è stato prodotto nel 2015 per Nintendo 3DS.
Il primo videogioco per PlayStation Vita appartenente alla serie è Kenka Bancho Otome (喧嘩番長 乙女?) (2016). Al contrario degli altri titoli della serie, il gioco è una visual novel con protagonista femminile.